# ホセ・デルガード
ホセ・デルガード（Jose Delgado、1915年 - 2011年9月15日）は、スペイン・ロンダ出身の脳科学者。スティモシーバーを発明した医学者である。スペイン語でのフルネームはホセ・マヌエル・ロドリゲス・デルガード(Jose Manuel Rodriguez Delgado)。アメリカではホセ・デルガードの名前で呼ばれていた。

## 経歴
1915年、スペインのロンダで生まれた。1930年代にはマドリード大学で医学を学びながら、共和国軍の医療部隊で働いていた。1946年にアメリカに渡り、1950年にイェール大学の生理学科の研究員となった。
1970年代初め、脳に埋め込むチップであるスティモシーバーを発明した。1974年にはアメリカ国内で激しい批判にあい、追放同然にスペインへ帰国、マドリード自治大学医学部の教授となった。1980年代には、装置を脳に埋め込まず外部から電磁気パルスを送ることでスティモシーバーと同様の機能を持つ装置を発明した。1990年には研究から引退した。

## 事件
デルガードの発明は人間を洗脳して操る装置として何度も批判や訴訟の対象になってきた。
1970年に「脳にスティモシーバーを埋め込まれた」という人物が現れエール大学とデルガードを訴えた。この訴えは完全な妄想に過ぎなかったが、同様の訴えを誘発することになり一大事件になった。
逆に、暴行で刑務所に入っていた娘が大人しくなる様にスティモシーバーを埋め込んでくれと懇願され、これを拒否している。
1980年にはBBC放送のドキュメンタリー番組でデルガードの発明を根拠として、ソ連が人の思考を遠隔操作する研究をしているという報道をして大騒ぎになった。
1980年代のマドリード自治大学での研究では多数の人体実験を行っており、被験者の中には実の娘も含まれている、そのため一部のマスコミからは悪魔の科学者との批判を受けている。ただし、この当時に行われた実験の大半は人体を侵躙しない方式であり死亡したり廃人になった被験者は1人も出ていない。